# Стоян Стоянов (журналист)
Стоян Петков Стоянов е български журналист, спортист и спортен деятел.

## Биография
Стоян Стоянов е роден на 30 декември 1925 г. в София. Завършил Юридическия факултет на Софийския университет и ВИФ (НСА). Работи като секретар на БСФС.
Творческият му път преминава и през вестниците „Труд“ и „Народен спорт“, „Спорт“, „7 дни спорт“, „Азбуки“. Присъствал е на две олимпиади, на редица световни и европейски първенства и балканиади.
Бил е алпинист, състезател по ски и баскетбол. Играл е тенис на корт и се е занимавал с вдигане на тежести. Стотици са журналистическите му публикации. Награждаван е за всичките книги, които е написал, от ежегодните конкурси.
Автор е на редица книги: „Спортни Върхове“ (1964), „България на олимпийски игри“ (1968), „Български рекорди“ (съавтор, 1969), „Български спорт 1944-1968“ (1969) и съавтор на „25 години спорт в България“ (1969), „Вълшебната сила“ (2000).
Любимата му тема е – физическата култура, спорт и туризъм, които нямат алтернатива в борбата за здраве, жизненост и творческо дълголетие.